# 瓜萊瓜伊丘縣

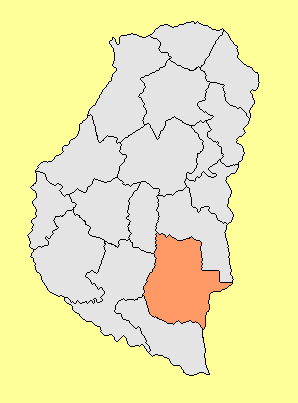

33°1′S 58°31′W / 33.017°S 58.517°W
瓜萊瓜伊丘縣（西班牙語：Departamento Gualeguaychú），是阿根廷的縣份，位於該國東北部恩特雷里奧斯省，首府設於瓜萊瓜伊丘，面積7,086平方公里，2010年人口109,461，人口密度每平方公里15.45人。